# Dirk Orlishausen
Dirk Orlishausen, né le 15 août 1982 à Sömmerda en République démocratique allemande, est un footballeur allemand évoluant au poste de gardien de but au Karlsruher SC.

## Biographie
Dirk Orlishausen joue principalement en faveur du Rot-Weiß Erfurt et du Karlsruher SC. 
Il dispute un total de 127 matchs en deuxième division allemande.

## Palmarès
- Champion de 3. Liga en 2013 avec le Karlsruher SC